# بغازی
بغازی (به لاتین: Bogazi) یک منطقهٔ مسکونی در قبرس شمالی است که در ناحیه اسکله واقع شده‌است. بغازی ۱۵۷ نفر جمعیت دارد.